# Taiwan nos Jogos Olímpicos de Verão de 1968
República da China competiu como Taiwan nos Jogos Olímpicos de Verão de 1968, realizados na Cidade do México, no México. 
Foi a quarta aparição do país nos Jogos Olímpicos e a sétima de uma delegação chinesa (devido ao status de Taiwan), onde foi representado por 43 atletas, sendo 35 homens e oito mulheres, que competiram em oito esportes. A delegação conquistou uma medalha de bronze, com Chi Cheng no atletismo.

## Competidores
Esta foi a participação por modalidade nesta edição:
| Esporte        | Masculino | Feminino | Total |
| -------------- | --------- | -------- | ----- |
| Atletismo      | 7         | 4        | 11    |
| Boxe           | 3         | 0        | 3     |
| Ciclismo       | 5         | 0        | 5     |
| Ginástica      | 2         | 2        | 4     |
| Halterofilismo | 5         | 0        | 5     |
| Natação        | 2         | 2        | 4     |
| Tiro           | 8         | 0        | 8     |
| Vela           | 3         | 0        | 3     |
| Total          | 35        | 8        | 43    |

## Medalhas
| Atleta    | Esporte   | Evento                      | Medalha |
| --------- | --------- | --------------------------- | ------- |
| Chi Cheng | Atletismo | 80 m com barreiras feminino | Bronze  |

## Desempenho

### Atletismo
Masculino
Eventos de pista
| Atleta          | Evento            | Eliminatórias | Eliminatórias | Quartas de final | Quartas de final | Semifinal   | Semifinal   | Final       | Final       | Ref.  |
| Atleta          | Evento            | Tempo         | Pos.          | Tempo            | Pos.             | Tempo       | Pos.        | Tempo       | Pos.        | Ref.  |
| --------------- | ----------------- | ------------- | ------------- | ---------------- | ---------------- | ----------- | ----------- | ----------- | ----------- | ----- |
| Chen Chuan-show | 100 m             | 10.91         | 6º/bat. 4     | Não avançou      | Não avançou      | Não avançou | Não avançou | Não avançou | Não avançou | [ 4 ] |
| Su Wen-ho       | 100 m             | 10.81         | 7º/bat. 5     | Não avançou      | Não avançou      | Não avançou | Não avançou | Não avançou | Não avançou | [ 4 ] |
| Kun Min-mu      | 200 m             | 22.44         | 7º/bat. 2     | Não avançou      | Não avançou      | Não avançou | Não avançou | Não avançou | Não avançou | [ 5 ] |
| Kun Min-mu      | 400 m             | 49.07         | 7º/bat. 8     | Não avançou      | Não avançou      | Não avançou | Não avançou | Não avançou | Não avançou | [ 6 ] |
| Su Po-tai       | 110 m c/barreiras | 15.11         | 7º/bat. 2     | —                | —                | Não avançou | Não avançou | Não avançou | Não avançou | [ 7 ] |

Eventos de campo
| Atleta          | Evento             | Eliminatórias | Eliminatórias | Final       | Final       | Ref.   |
| Atleta          | Evento             | Marca         | Pos.          | Marca       | Pos.        | Ref.   |
| --------------- | ------------------ | ------------- | ------------- | ----------- | ----------- | ------ |
| Hong Son-long   | Salto em altura    | 1.95          | 37º           | Não avançou | Não avançou | [ 8 ]  |
| Wu Ah-min       | Salto com vara     | 4.50          | 21º           | Não avançou | Não avançou | [ 9 ]  |
| Su Wen-ho       | Salto em distância | 7.30          | 28º           | Não avançou | Não avançou | [ 10 ] |
| Chen Chuan-show | Salto em distância | DNS           | DNS           | Não avançou | Não avançou | [ 10 ] |
| Chen Ming-chi   | Salto em distância | 6.71          | 31º           | Não avançou | Não avançou | [ 10 ] |
| Chen Ming-chi   | Salto triplo       | 15.29         | 31º           | Não avançou | Não avançou | [ 11 ] |

Evento combinado – Decatlo
| Atleta          | Evento | 100 m | SD   | AP    | SA   | 400 m | 110B  | LDi   | SV   | LDa   | 1500 m  | Final | Pos. | Ref.   |
| --------------- | ------ | ----- | ---- | ----- | ---- | ----- | ----- | ----- | ---- | ----- | ------- | ----- | ---- | ------ |
| Wu Ah-min       | Result | 11.32 | 7.40 | 12.08 | 1.80 | 52.31 | 14.82 | 40.25 | 4.35 | 60.10 | 5:08.93 | 7209  | 15º  | [ 12 ] |
| Wu Ah-min       | Pontos | 733   | 901  | 604   | 680  | 712   | 870   | 690   | 896  | 762   | 361     | 7209  | 15º  | [ 12 ] |
| Chen Chuan-show | Result | 10.84 | 6.78 | 12.38 | 1.70 | 50.91 | –     | –     | –    | –     | –       | DNF   | DNF  | [ 12 ] |
| Chen Chuan-show | Pontos | 853   | 773  | 624   | 588  | 766   | –     | –     | –    | –     | –       | DNF   | DNF  | [ 12 ] |

Feminino
Eventos de pista
| Atleta                                        | Evento              | Eliminatórias | Eliminatórias | Quartas de final | Quartas de final | Semifinal   | Semifinal   | Final       | Final             | Ref.   |
| Atleta                                        | Evento              | Tempo         | Pos.          | Tempo            | Pos.             | Tempo       | Pos.        | Tempo       | Pos.              | Ref.   |
| --------------------------------------------- | ------------------- | ------------- | ------------- | ---------------- | ---------------- | ----------- | ----------- | ----------- | ----------------- | ------ |
| Chi Cheng                                     | 100 m               | 11.45 Q       | 3º/bat. 4     | 11.31 Q          | 2º/bat. 2        | 11.49 Q     | 4º/bat. 1   | 11.53       | 7º                | [ 13 ] |
| Chi Cheng                                     | 80 m c/barreiras    | 10.53 Q       | 2º/bat. 4     | —                | —                | 10.56 Q     | 2º/bat. 2   | 10.51       | Medalha de bronze | [ 14 ] |
| Yeh Chu-mei                                   | 80 m c/barreiras    | 11.77         | 5º/bat. 5     | —                | —                | Não avançou | Não avançou | Não avançou | Não avançou       | [ 14 ] |
| Yeh Chu-mei                                   | 200 m               | 25.55         | 8º/bat. 2     | —                | —                | Não avançou | Não avançou | Não avançou | Não avançou       | [ 15 ] |
| Tien Ah-mei                                   | 200 m               | 25.53         | 7º/bat. 1     | —                | —                | Não avançou | Não avançou | Não avançou | Não avançou       | [ 15 ] |
| Chi Cheng Yeh Chu-mei Lin Chun-yu Tien Ah-mei | Revezamento 4x100 m | 47.24         | 6º/bat. 2     | —                | —                | —           | —           | Não avançou | Não avançou       | [ 16 ] |

Eventos de campo
| Atleta      | Evento             | Eliminatórias | Eliminatórias | Final       | Final       | Ref.   |
| Atleta      | Evento             | Marca         | Pos.          | Marca       | Pos.        | Ref.   |
| ----------- | ------------------ | ------------- | ------------- | ----------- | ----------- | ------ |
| Lin Chun-yu | Salto em distância | 5.59          | 23º           | Não avançou | Não avançou | [ 17 ] |

Evento combinado – Pentatlo
| Atleta      | Evento | 80B  | AP   | SA   | SD   | 200 m | Final | Pos. | Ref.   |
| ----------- | ------ | ---- | ---- | ---- | ---- | ----- | ----- | ---- | ------ |
| Lin Chun-yu | Result | 11.6 | 9.82 | 1.48 | 5.36 | 26.5  | 4104  | 26º  | [ 18 ] |
| Lin Chun-yu | Pontos | 948  | 700  | 814  | 839  | 803   | 4104  | 26º  | [ 18 ] |
| Tien Ah-mei | Result | 11.8 | 9.04 | 1.35 | 5.06 | 25.2  | 3899  | 27º  | [ 18 ] |
| Tien Ah-mei | Pontos | 918  | 640  | 660  | 767  | 914   | 3899  | 27º  | [ 18 ] |

### Boxe
| Atleta        | Evento | Fase de 64           | Fase de 32            | Oitavas de final     | Quartas de final     | Semifinal            | Final       | Final       | Ref.   |
| Atleta        | Evento | Adversário Resultado | Adversário Resultado  | Adversário Resultado | Adversário Resultado | Adversário Resultado | Pos.        |             | Ref.   |
| ------------- | ------ | -------------------- | --------------------- | -------------------- | -------------------- | -------------------- | ----------- | ----------- | ------ |
| Chan Wa-yen   | Mosca  | —                    | THA Duangchaoom D 0–5 | Não avançou          | Não avançou          | Não avançou          | Não avançou | Não avançou | [ 19 ] |
| Wang Chee-yen | Galo   | —                    | KOR Jang S-g D 2–3    | Não avançou          | Não avançou          | Não avançou          | Não avançou | Não avançou | [ 20 ] |
| Ho Su-lung    | Leve   | POL Grudzień D 0–5   | Não avançou           | Não avançou          | Não avançou          | Não avançou          | Não avançou | Não avançou | [ 21 ] |

### Ciclismo de estrada
Masculino
| Atleta                                                       | Evento                     | Tempo      | Pos. | Ref.   |
| ------------------------------------------------------------ | -------------------------- | ---------- | ---- | ------ |
| Deng Chueng-hwai                                             | Corrida individual         | DNF        | DNF  | [ 22 ] |
| Liu Cheng-tao                                                | Corrida individual         | DNF        | DNF  | [ 22 ] |
| Shue Ming-shu                                                | Corrida individual         | DNF        | DNF  | [ 22 ] |
| Deng Chueng-hwai Liu Cheng-tao Shue Ming-shu Jiang Guang-nan | Contrarrelógio por equipes | 2:42:13.88 | 29º  | [ 23 ] |

### Ciclismo de pista
Velocidade
| Atleta      | Evento    | Primeira rodada              | Repescagem 1                 | Segunda rodada               | Repescagem 2                 | Oitavas de final             | Repescagem 3                 | Quartas de final             | Semifinal                    | Final                        | Final       | Ref.   |
| Atleta      | Evento    | Adversário Tempo Vel. (km/h) | Adversário Tempo Vel. (km/h) | Adversário Tempo Vel. (km/h) | Adversário Tempo Vel. (km/h) | Adversário Tempo Vel. (km/h) | Adversário Tempo Vel. (km/h) | Adversário Tempo Vel. (km/h) | Adversário Tempo Vel. (km/h) | Adversário Tempo Vel. (km/h) | Pos.        | Ref.   |
| ----------- | --------- | ---------------------------- | ---------------------------- | ---------------------------- | ---------------------------- | ---------------------------- | ---------------------------- | ---------------------------- | ---------------------------- | ---------------------------- | ----------- | ------ |
| Fan Yue-tao | Masculino | TRI Gibbon D                 | BEL Goens D                  | Não avançou                  | Não avançou                  | Não avançou                  | Não avançou                  | Não avançou                  | Não avançou                  | Não avançou                  | Não avançou | [ 24 ] |

Contrarrelógio
| Atleta      | Evento    | Tempo   | Pos. | Ref.   |
| ----------- | --------- | ------- | ---- | ------ |
| Fan Yue-tao | Masculino | 1:11.13 | 30º  | [ 25 ] |

### Ginástica artística
Masculino
| Atleta       | Solo | Solo | Solo | Cavalo com alças | Cavalo com alças | Cavalo com alças | Argolas | Argolas | Argolas | Salto | Salto | Salto | Barras paralelas | Barras paralelas | Barras paralelas | Barra fixa | Barra fixa | Barra fixa | Individual geral | Individual geral | Ref.   |
| Atleta       | C    | O    | Pos. | C                | O                | Pos.             | C       | O       | Pos.    | C     | O     | Pos.  | C                | O                | Pos.             | C          | O          | Pos.       | Total            | Pos.             | Ref.   |
| ------------ | ---- | ---- | ---- | ---------------- | ---------------- | ---------------- | ------- | ------- | ------- | ----- | ----- | ----- | ---------------- | ---------------- | ---------------- | ---------- | ---------- | ---------- | ---------------- | ---------------- | ------ |
| Lai Chu-long | 8.30 | 7.90 | 102º | 4.50             | 7.80             | 110º             | 7.65    | 7.65    | 108º    | 8.60  | 8.40  | 108º  | 8.70             | 7.70             | 109º             | 8.70       | 8.40       | 98º        | 94.30            | 109º             | [ 26 ] |
| Cheng Fu     | 7.70 | 8.05 | 108º | 3.50             | 6.95             | 112º             | 6.65    | 7.10    | 112º    | 8.60  | 8.00  | 110º  | 8.55             | 8.05             | 106º             | 8.10       | 4.00       | 113º       | 85.25            | 112º             | [ 26 ] |

Feminino
| Atleta        | Salto | Salto | Salto | Barras assimétricas | Barras assimétricas | Barras assimétricas | Trave | Trave | Trave | Solo | Solo | Solo | Individual geral | Individual geral | Ref.   |
| Atleta        | C     | O     | Pos.  | C                   | O                   | Pos.                | C     | O     | Pos.  | C    | O    | Pos. | Total            | Pos.             | Ref.   |
| ------------- | ----- | ----- | ----- | ------------------- | ------------------- | ------------------- | ----- | ----- | ----- | ---- | ---- | ---- | ---------------- | ---------------- | ------ |
| Yu Mai-lee    | 6.50  | 7.10  | 97º   | 6.15                | 4.25                | 101º                | 7.10  | 6.65  | 98º   | 7.75 | 7.70 | 100º | 53.30            | 100º             | [ 27 ] |
| Hong Tai-kwai | 6.35  | 5.75  | 101º  | 6.10                | 6.30                | 99º                 | 8.05  | 4.65  | 100º  | 7.75 | 7.70 | 100º | 52.65            | 101º             | [ 27 ] |

### Halterofilismo
Masculino
| Atleta           | Evento   | Desenvolvimento | Desenvolvimento | Arranco | Arranco | Arremesso | Arremesso | Total | Pos. | Ref.   |
| Atleta           | Evento   | Result.         | Pos.            | Result. | Pos.    | Result.   | Pos.      | Total | Pos. | Ref.   |
| ---------------- | -------- | --------------- | --------------- | ------- | ------- | --------- | --------- | ----- | ---- | ------ |
| Chen Kue-sen     | –56 kg   | 100,0           | –               | –       | –       | –         | –         | DNF   | DNF  | [ 28 ] |
| Chung Nan-fei    | –60 kg   | 105,0           | –               | –       | –       | –         | –         | DNF   | DNF  | [ 29 ] |
| Chang Ming-chung | –60 kg   | 110,0           | –               | –       | –       | –         | –         | DNF   | DNF  | [ 29 ] |
| Chen Chia-nan    | –67,5 kg | 105,0           | 18º             | 107,5   | 15º     | 142,5     | =16º      | 355,0 | 17º  | [ 30 ] |
| Cheng Sheng-teh  | –90 kg   | 130,0           | =21º            | 135,0   | =11º    | 160,0     | =19º      | 425,0 | 18º  | [ 31 ] |

### Natação
Masculino
| Atleta         | Evento          | Eliminatórias | Eliminatórias | Semifinal   | Semifinal   | Final       | Final       | Ref.   |
| Atleta         | Evento          | Tempo         | Pos.          | Tempo       | Pos.        | Tempo       | Pos.        | Ref.   |
| -------------- | --------------- | ------------- | ------------- | ----------- | ----------- | ----------- | ----------- | ------ |
| Lee Tong-shing | 100 m livre     | 1:01.0        | 60º           | Não avançou | Não avançou | Não avançou | Não avançou | [ 32 ] |
| Lee Tong-shing | 100 m borboleta | 1:05.2        | 42º           | Não avançou | Não avançou | Não avançou | Não avançou | [ 33 ] |
| Lee Tong-shing | 200 m borboleta | DNS           | DNS           | —           | —           | Não avançou | Não avançou | [ 34 ] |
| Lee Tong-shing | 200 m medley    | DSQ           | DSQ           | —           | —           | Não avançou | Não avançou | [ 35 ] |
| Lee Tong-shing | 400 m medley    | 5:50.0        | 34º           | —           | —           | Não avançou | Não avançou | [ 36 ] |
| Chan King-ming | 200 m costas    | 2:46.9        | 30º           | —           | —           | Não avançou | Não avançou | [ 37 ] |
| Chan King-ming | 200 m medley    | 2:44.9        | 45º           | —           | —           | Não avançou | Não avançou | [ 35 ] |

Feminino
| Atleta      | Evento          | Eliminatórias | Eliminatórias | Semifinal   | Semifinal   | Final       | Final       | Ref.   |
| Atleta      | Evento          | Tempo         | Pos.          | Tempo       | Pos.        | Tempo       | Pos.        | Ref.   |
| ----------- | --------------- | ------------- | ------------- | ----------- | ----------- | ----------- | ----------- | ------ |
| Oei Liana   | 100 m livre     | 1:03.0 Q      | =9º           | 1:02.8      | =14º        | Não avançou | Não avançou | [ 38 ] |
| Oei Liana   | 200 m livre     | 2:16.3        | 9º            | —           | —           | Não avançou | Não avançou | [ 39 ] |
| Oei Liana   | 400 m livre     | DNS           | DNS           | —           | —           | Não avançou | Não avançou | [ 40 ] |
| Oei Liana   | 100 m borboleta | 1:11.2        | 18º           | Não avançou | Não avançou | Não avançou | Não avançou | [ 41 ] |
| Shen Bao-ni | 100 m livre     | 1:06.7        | 46º           | Não avançou | Não avançou | Não avançou | Não avançou | [ 38 ] |
| Shen Bao-ni | 200 m livre     | 2:34.0        | 37º           | —           | —           | Não avançou | Não avançou | [ 39 ] |
| Shen Bao-ni | 400 m livre     | 5:41.8        | 29º           | —           | —           | Não avançou | Não avançou | [ 40 ] |
| Shen Bao-ni | 100 m costas    | 1:21.5        | 40º           | Não avançou | Não avançou | Não avançou | Não avançou | [ 42 ] |
| Shen Bao-ni | 200 m medley    | 2:48.1        | 34º           | Não avançou | Não avançou | Não avançou | Não avançou | [ 43 ] |
| Shen Bao-ni | 400 m medley    | 6:21.5        | 28º           | Não avançou | Não avançou | Não avançou | Não avançou | [ 44 ] |

### Tiro
| Atleta         | Evento                    | Final  | Final | Ref.   |
| Atleta         | Evento                    | Pontos | Pos.  | Ref.   |
| -------------- | ------------------------- | ------ | ----- | ------ |
| Chou Yen-sheng | Tiro rápido 25 m          | 549    | 52º   | [ 45 ] |
| Chen Jeng-gang | Pistola livre 50 m        | 525    | 53º   | [ 46 ] |
| Cheng Chi-sen  | Pistola livre 50 m        | 521    | 56º   | [ 46 ] |
| Pan Kou-ang    | Carabina 3 posições 50 m  | 1020   | 61º   | [ 47 ] |
| Wu Tao-yan     | Carabina 3 posições 50 m  | 1121   | 44º   | [ 47 ] |
| Wu Tao-yan     | Carabina 3 posições 300 m | 1085   | 26º   | [ 48 ] |
| Wu Tao-yan     | Carabina deitado 50 m     | 585    | 59º   | [ 49 ] |
| Tai Chao-chih  | Carabina deitado 50 m     | 578    | 80º   | [ 49 ] |
| Lin Ho-ming    | Fossa olímpica            | 181    | 43º   | [ 50 ] |
| Cheng Sung-gun | Fossa olímpica            | 175    | 46º   | [ 50 ] |

### Vela
| Atleta                                       | Evento | Regatas | Regatas | Regatas | Regatas | Regatas | Regatas | Regatas | Pontos | Pos. | Ref.   |
| Atleta                                       | Evento | 1       | 2       | 3       | 4       | 5       | 6       | 7       | Pontos | Pos. | Ref.   |
| -------------------------------------------- | ------ | ------- | ------- | ------- | ------- | ------- | ------- | ------- | ------ | ---- | ------ |
| Chen Hsiu-hsiung Chen Chih-fu Chang Jen-chih | Dragon | DNS     | DNS     | DNF     | 22      | 21      | 21      | 23      | 169    | 23º  | [ 51 ] |

Legenda
| Recorde mundial      | Recorde mundial (World record)               |                       | Recorde africano                      | Recorde africano (African) |                                           | Q | Classificado por posição (Qualified) |
| Recorde olímpico     | Recorde olímpico (Olympic record)            | Recorde da América    | Recorde da América (Americas)         | q                          | Classificado por melhor tempo (Qualified) |   |                                      |
| Melhor marca do ano  | Melhor marca do ano (World leading)          | Recorde asiático      | Recorde asiático (Asian)              | DNS                        | Não largou (Did not start)                |   |                                      |
| Recorde nacional     | Recorde nacional (National record)           | Recorde europeu       | Recorde europeu (European)            | DNF                        | Não terminou (Did not finish)             |   |                                      |
| Recorde pessoal      | Recorde pessoal do atleta (Personal best)    | Recorde da Oceania    | Recorde da Oceania (Oceania)          | DSQ / DQ                   | Desclassificado (Disqualified)            |   |                                      |
| Recorde da temporada | Recorde da temporada do atleta (Season best) | Recorde sul-americano | Recorde sul-americano (South America) | NM                         | Sem marca (No mark)                       |   |                                      |

| M   | Regata da Medalha da qual só participam os dez primeiros colocados das regatas anteriores  |  |  | CAN | Regata cancelada |
| BFD | Desclassificado por bandeira preta (Black Flag Disqualified)                               |  |  |     |                  |
| UFD | Desclassificado por bandeira "U" (U Flag Disqualified)                                     |  |  |     |                  |
| OCS | Largada queimada (On the Course Side of the starting line)                                 |  |  |     |                  |
| DNE | Desclassificação sem eliminação (infração a um item do regulamento da prova – Did Not End) |  |  |     |                  |